# Nové Dvory (Sedlec-Prčice)
Nové Dvory jsou vesnice, část města Sedlec-Prčice v okrese Příbram ve Středočeském kraji. Nachází se asi pět kilometrů západně od Sedlce. Částí města protéká Novodvorský potok. Je zde evidováno 25 adres. V roce 2011 zde trvale žilo 55 obyvatel.
Nové Dvory leží v katastrálním území Nové Dvory u Kvasejovic o rozloze 2,86 km². V katastrálním území Nové Dvory u Kvasejovic leží i Myslkov.

## Historie
První písemná zmínka o vesnici pochází z roku 1593.

## Obyvatelstvo
| Rok            | 1869 | 1880 | 1890 | 1900 | 1910 | 1921 | 1930 | 1950 | 1961 | 1970 | 1980 | 1991 | 2001 | 2011 | 2021 |
| -------------- | ---- | ---- | ---- | ---- | ---- | ---- | ---- | ---- | ---- | ---- | ---- | ---- | ---- | ---- | ---- |
| Počet obyvatel | 234  | 204  | 208  | 173  | 152  | 145  | 142  | 101  | 108  | 114  | 100  | 76   | 57   | 55   | 69   |
| Počet domů     | 28   | 29   | 29   | 29   | 29   | 29   | 29   | 27   | 27   | 24   | 23   | 25   | 25   | 27   | 30   |

## Obecní správa
Při sčítání lidu v letech 1850–1929 Nové Dvory byly osadou obce Ředice v okrese Sedlčany. V letech 1930–1960 byly samostatnou obcí, se kterým patřily nejprve do okresu Sedlčany, ale od roku 1960 v okrese Benešov. Od 12. června 1960 do 31. prosince 1979 byly částí obce Kvasejovice v okrese Benešov. Od 1. ledna 1980 jsou částí města Sedlec-Prčice v okrese Benešov. Od 1. ledna 2007 vesnice přešla spolu s městem Sedlec-Prčice z okresu Benešov do okresu Příbram. V letech 1930–1960 k obci patřil Myslkov.

## Galerie

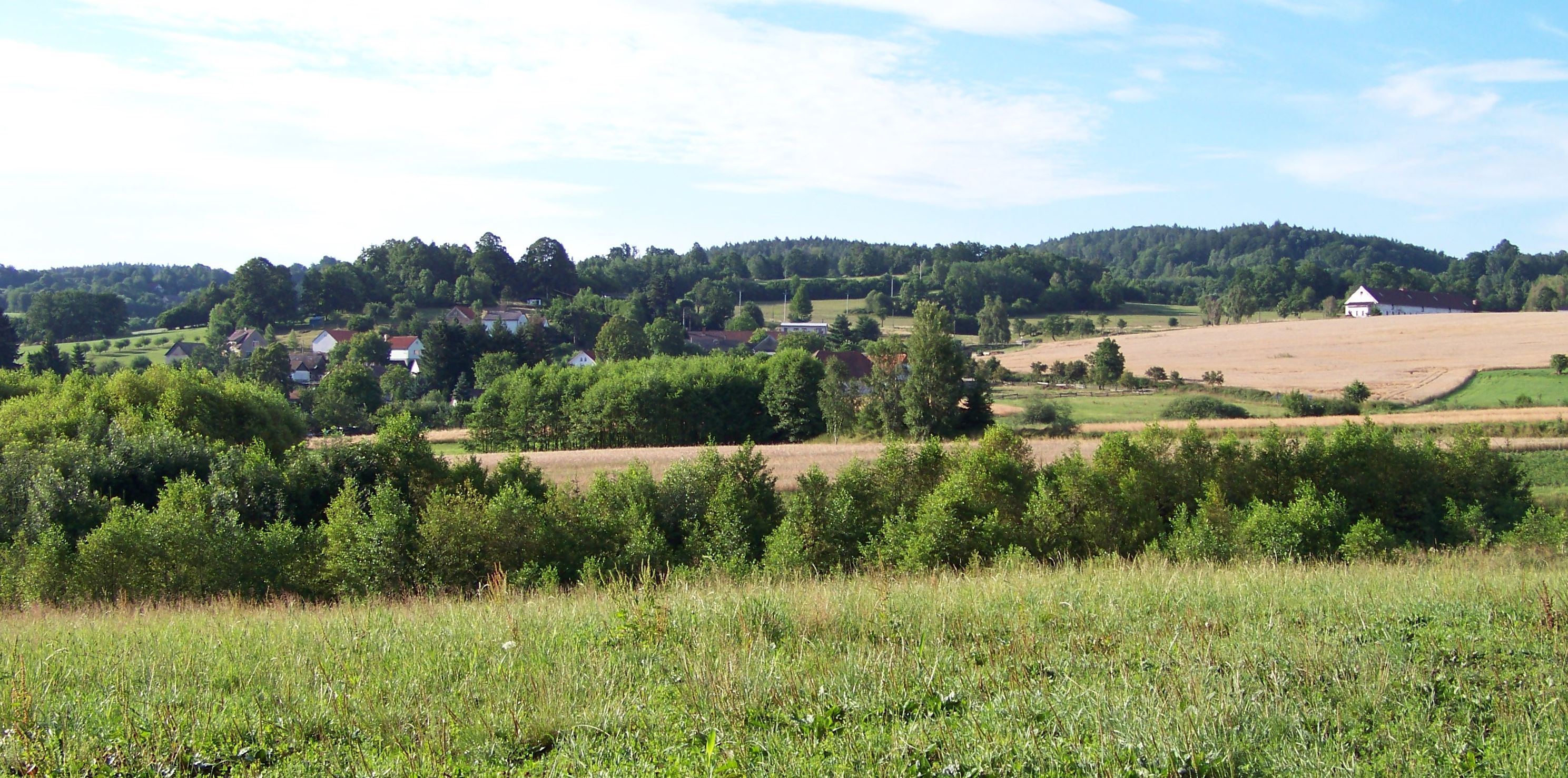
Celkový pohled na vesnici od severozápadu
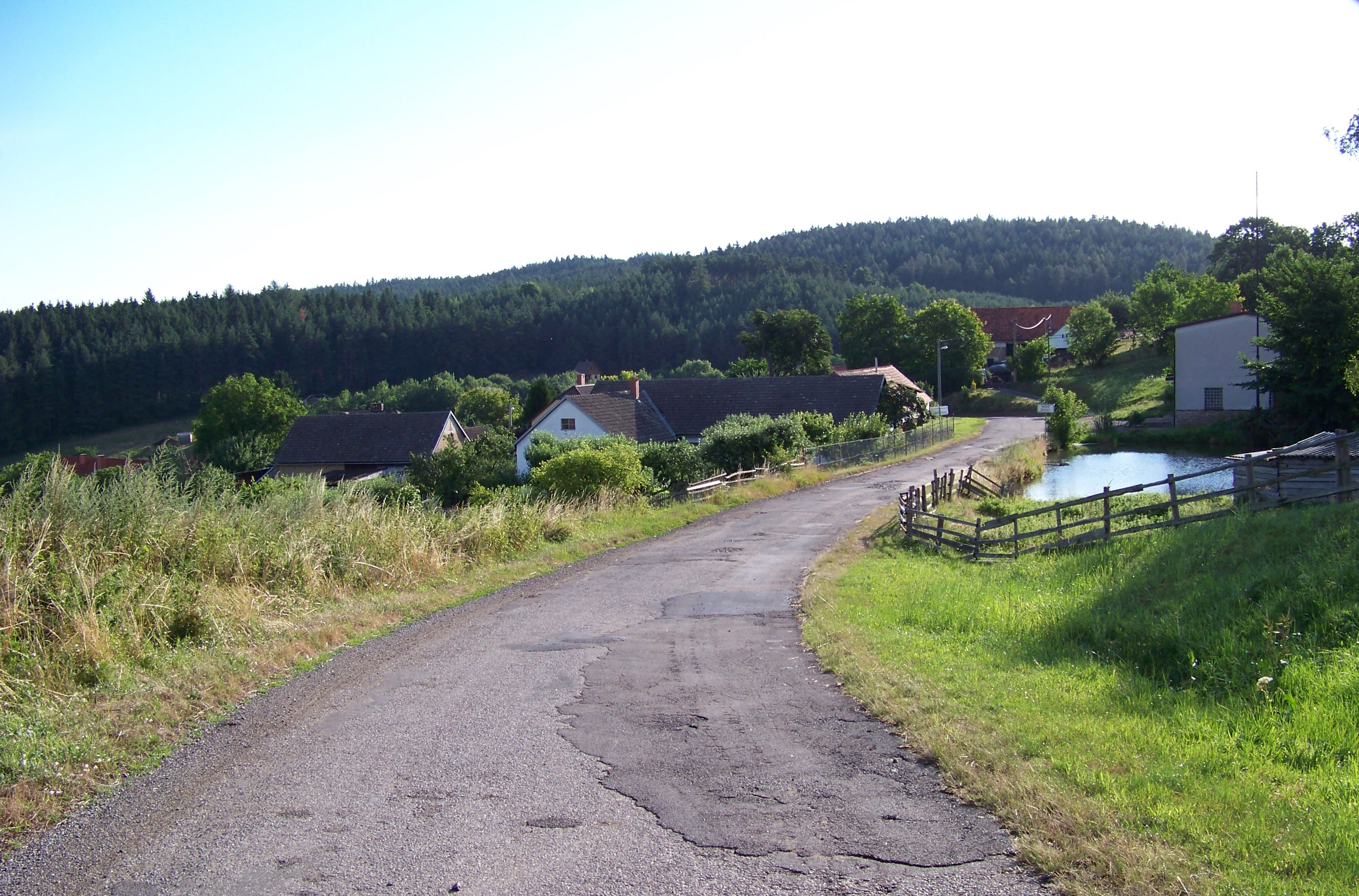
Pohled při příjezdu od Myslkova
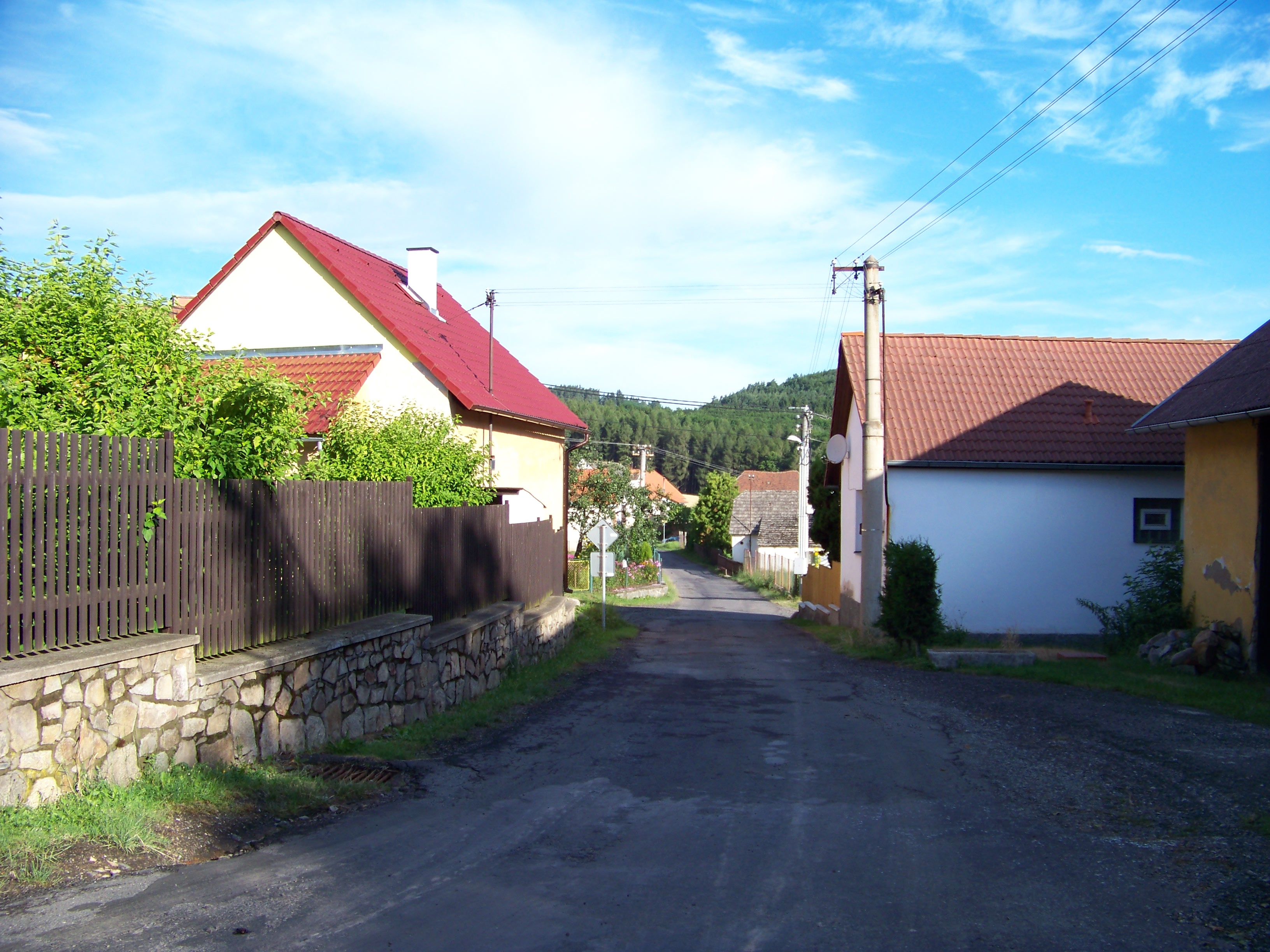
Průjezd vesnicí
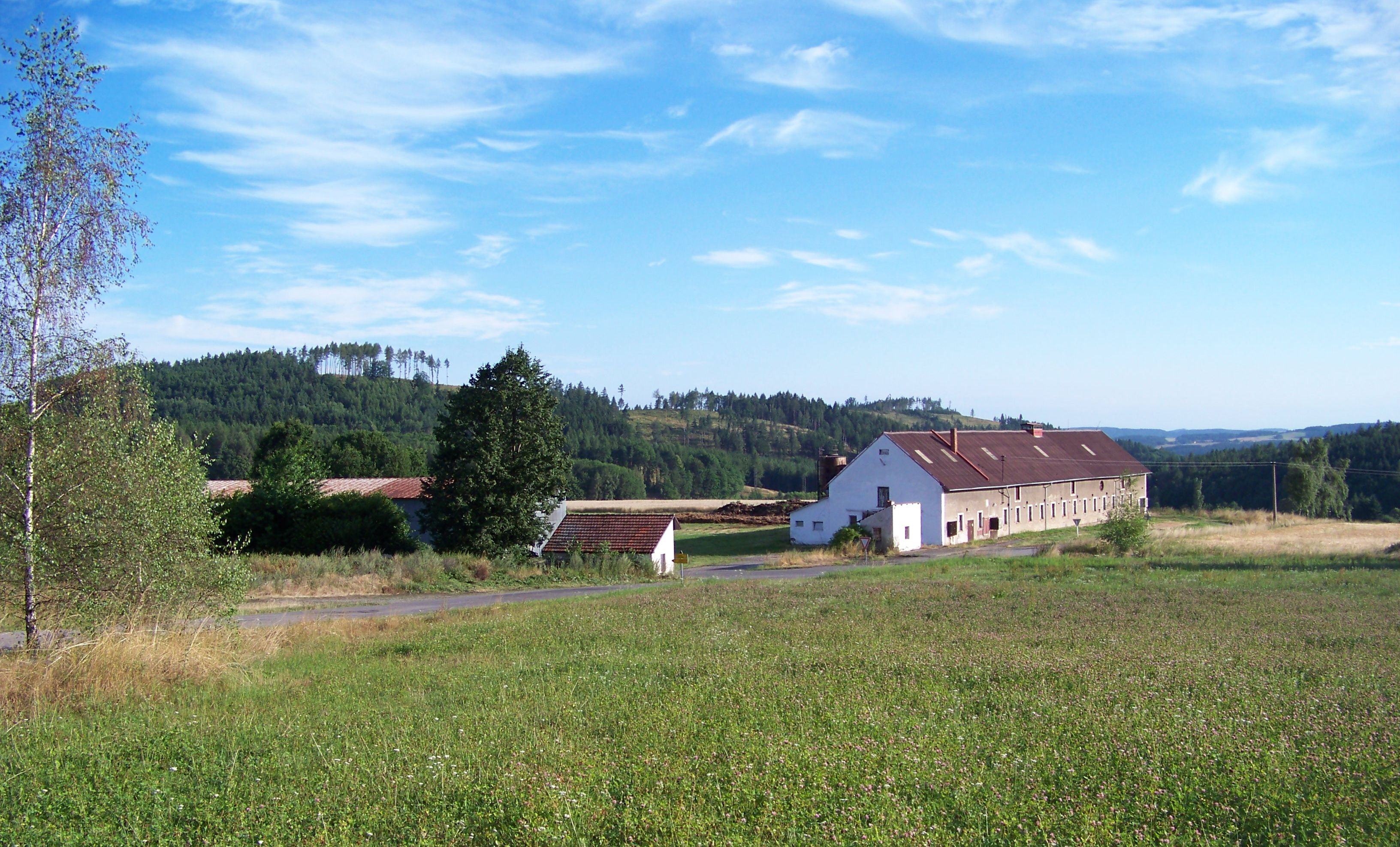
Kravín